# Rich Arons
Pour les articles homonymes, voir Arons.
Rich Arons est un réalisateur, producteur et scénariste américain.

## Filmographie

### comme réalisateur
- 1992 : Les Vacances des Tiny Toon (Tiny Toon Adventures : How I Spent My Vacation) (vidéo)
- 1992 : The Plucky Duck Show (en) (série télévisée)
- 1993 : Animaniacs (série télévisée)
- 1994 : I'm Mad
- 1995 : Tiny Toon Adventures: Night Ghoulery (TV)
- 1995 : Freakazoid! (série télévisée)

### comme producteur
- 1993 : Animaniacs (série télévisée)
- 1994 : Yakko's World: An Animaniacs Singalong (vidéo)

### comme scénariste
- 1995 : Tiny Toon Adventures: Night Ghoulery (TV)